# Asteriks na Korsyce
Asteriks na Korsyce (fr. Astérix en Corse) – dwudziesty tom o przygodach Gala Asteriksa. Jego autorami są René Goscinny (scenariusz) i Albert Uderzo (rysunki).
Komiks ukazywał się początkowo w odcinkach, na łamach francuskiego czasopisma Pilote, w 1973 r. W tym samym roku ukazał się w formie albumu.
Pierwsze polskie wydanie (w tłumaczeniu Jolanty Sztuczyńskiej) pochodzi z 1994 r.

## Fabuła
Z okazji rocznicy bitwy pod Gergowią w wiosce Asteriksa organizowany jest bankiet, na który zaproszono przyjaciół Galów, zasłużonych w walce z Rzymianami. Jednym z punktów programu jest atak Galów i gości, poczęstowanych napojem magicznym, na pobliski obóz rzymski.
W trakcie ataku Asteriks odkrywa rzymskiego jeńca, korsykańskiego wodza Okatarinetabellaczikcziksa. Korsykanin zostaje zaproszony na bankiet, gdzie opowiada zgromadzonym o oporze swoich rodaków wobec Rzymian. Pod wpływem jego opowieści Asteriks i Obeliks decydują się odwiedzić Korsykę.

## Nawiązania
- imię wodza Okatarinetabellaczikcziksa jest nawiązaniem do słów Oh Catarinetta bella, tchi-tchi z piosenki Tchi-Tchi francuskiego piosenkarza Tino Rossiego (urodzonego na Korsyce)[5]; sama postać jest z kolei karykaturą francuskiego dziennikarza Paula Giannoliego, pracującego z Goscinnym i Uderzo na łamach Pilote[6],
- Okatarinetabellaczikcziks w rozmowie z pretorem Samburnusem informuje go, że aby Korsykanie mogli zaakceptować cesarza, musiałby on sam być Korsykaninem; wódz przyjmuje wówczas pozę, z którą kojarzony jest Napoleon Bonaparte[7][1].